# Wyczerpy-Aniołów

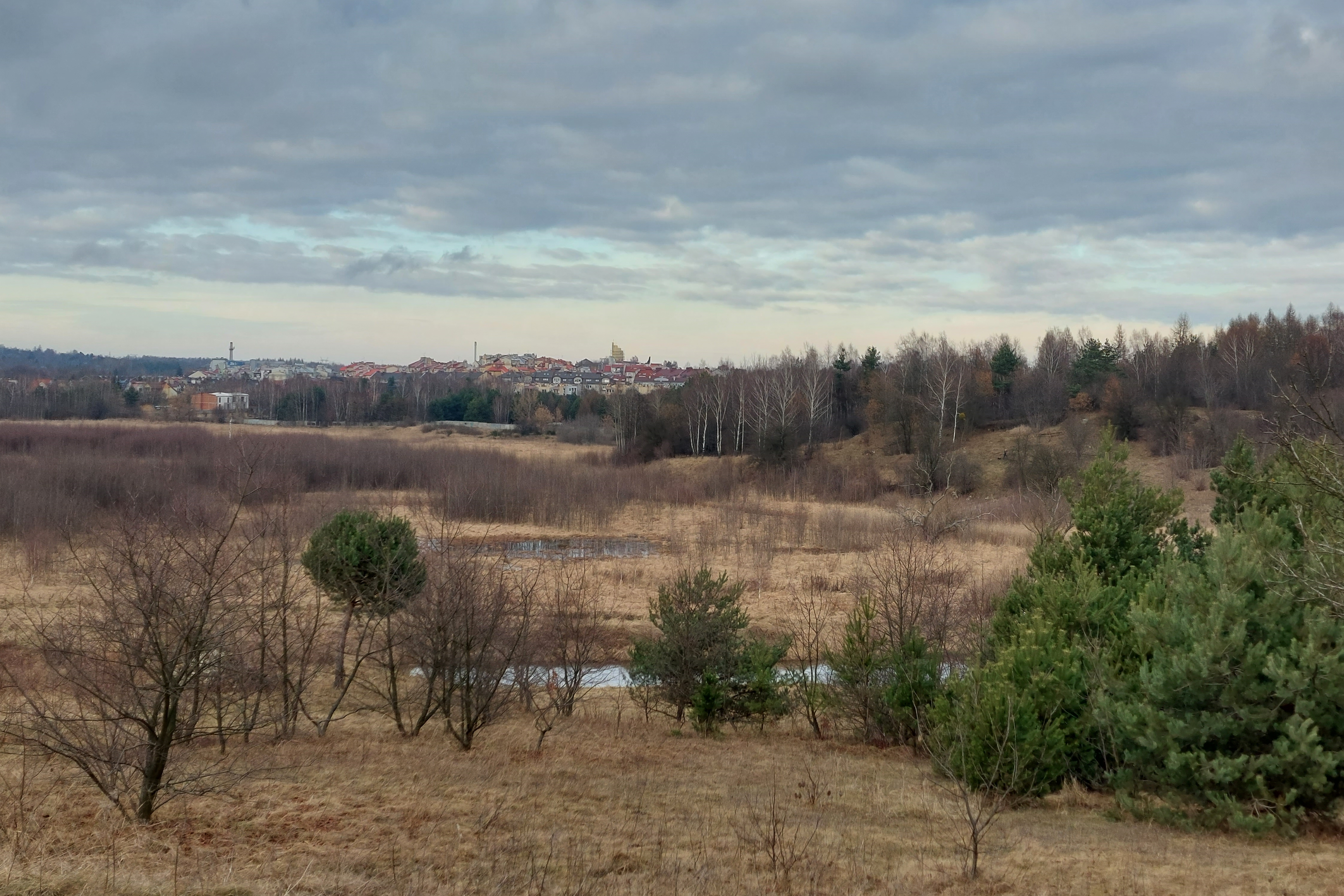
Wyczerpy widziane ze wzgórza Skałki

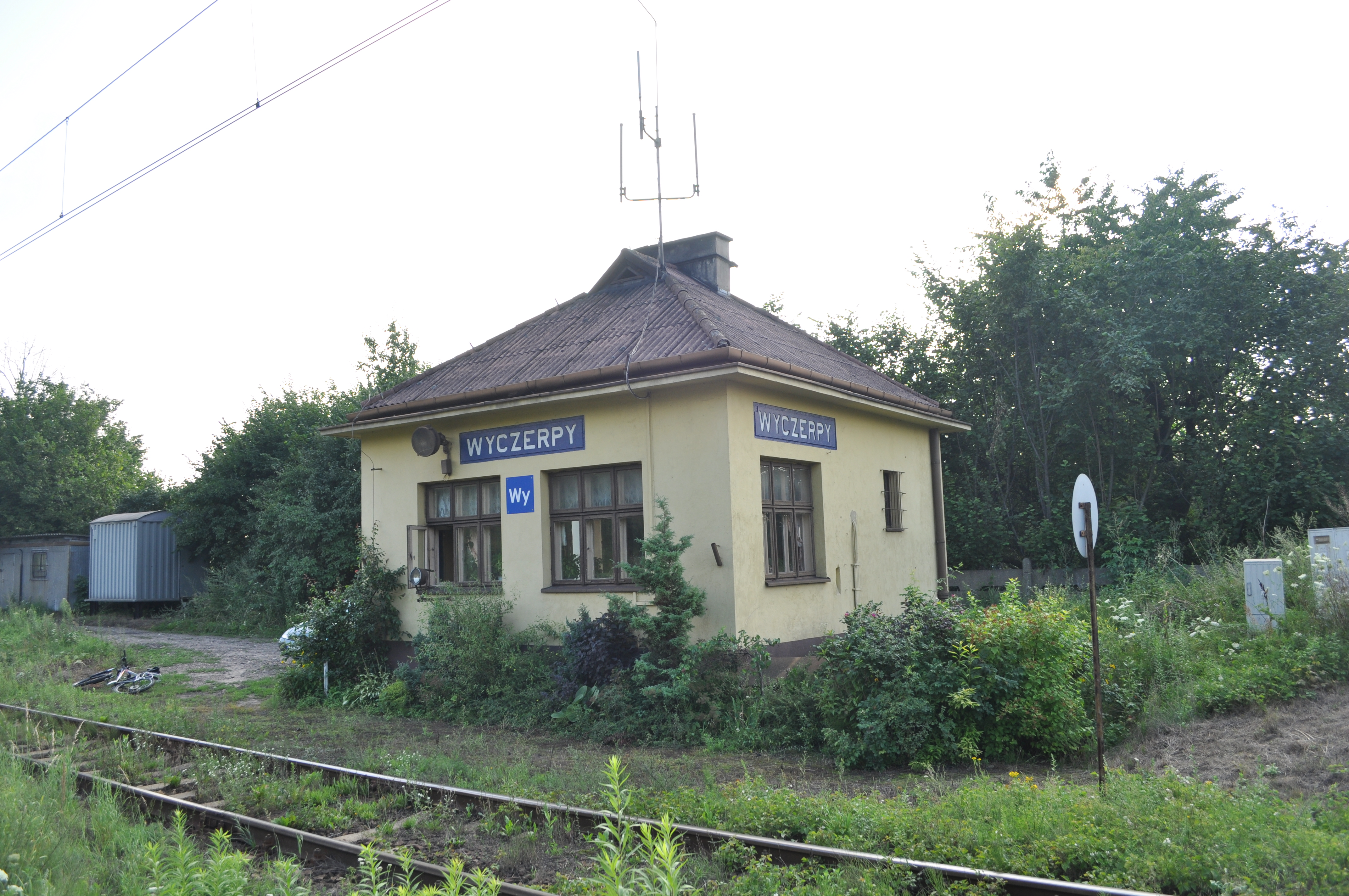
Posterunek odgałęźny Częstochowa Wyczerpy

Wyczerpy-Aniołów – dzielnica Częstochowy położona w północno-wschodniej części miasta, na lewym brzegu Warty. W skład dzielnicy wchodzą części miasta: Aniołów, Kamień, Kule, Rząsawa, Wyczerpy Dolne, Wyczerpy Górne oraz Zagajnik.
Dzielnica graniczy z Północą (zabudowę obu dzielnic rozdziela Las Aniołowski), Tysiącleciem, Starym Miastem, Zawodziem oraz Mirowem.

## Geografia
Powierzchnia dzielnicy wynosi 16,72 km², co stanowi 10,47% powierzchni miasta. Położona jest na lewym brzegu Warty. Pod względem fizycznogeograficznym w większości znajduje się na Wyżynie Wieluńskiej, dokładnie w jej południowej części, wyodrębnianej jako Pagóry Kłobuckie. Wysokości względne wzniesień wynoszą tam około 12–17 m. Wzgórze w Wyczerpach ma wysokość bezwzględną 260–262 m n.p.m.
Obszary położone wzdłuż Warty uznawane są za cenne przyrodniczo. Występują tam między innymi fragmenty lasów łęgowych. Znajduje się tam również wzgórze Sołek, które wraz z położoną na przeciwnym brzegu rzeki górą Skałki stanowi tzw. Bramę Warty, od której rozpoczyna się Przełom Warty koło Mstowa. Przez te tereny przebiega Szlak Jury Wieluńskiej.

## Historia
W epoce brązu obszar współczesnej dzielnicy zamieszkiwała ludność kultury łużyckiej. W trakcie prac archeologicznych znaleziono między innymi pozostałości cmentarzyska, które było użytkowane od ok. 1100 roku p.n.e.
7 sierpnia 1356 roku król Kazimierz III Wielki wydał przywilej lokujący wieś Wyczerpy. Jednocześnie zastrzegł sobie świadczenia na wypadek przybycia do Częstochowy. Początkowo wieś była własnością królewską, jednak na początku XV wieku większość majątków należała już do rycerstwa.
Z czasem wyodrębnił się podział na Wyczerpy Dolne i Wyczerpy Górne. Zabudowę wyznaczał trakt prowadzący z Częstochowy do Warszawy (obecna ulica Warszawska). W 1827 roku w obu wsiach było łącznie 49 domów i 332 mieszkańców.
Intensywny rozwój wsi nastąpił pod koniec XIX wieku. Przyczyniła się do tego budowa Kolei Warszawsko-Wiedeńskiej. W 1896 roku powstały zakłady chemiczne w Aniołowie, osiedlu należącym do Wyczerp Dolnych. Rok później w Wyczerpach Dolnych wybudowano hutę szkła kryształowego „Paulina”. Wokół obu zakładów rozwijały się fabryczne osady. W tamtym okresie Wyczerpy Dolne należały do gminy Grabówka, a Wyczerpy Górne do gminy Rędziny.
Obszar dzielnicy włączano do Częstochowy stopniowo. Kamień i Aniołów zostały przyłączone w latach 1928–1930. W 1952 roku włączono Wyczerpy Dolne, a w roku 1977 Wyczerpy Górne oraz Rząsawę.
Intensywny rozwój Wyczerp rozpoczął się w latach 90. XX wieku. Powstało tu wówczas osiedle domów wielorodzinnych oraz kolonia budynków w zabudowie szeregowej.

## Demografia
Według danych z 31 marca 2022 roku dzielnicę zamieszkiwało 8 612 osób, co stanowiło 4,18% populacji Częstochowy.

## Transport
Główną osią komunikacyjną dzielnicy jest ulica Warszawska będąca fragmentem drogi krajowej nr 91.
Przez dzielnicę przebiega linia kolejowa nr 1 (pierwotnie Kolej Warszawsko-Wiedeńska) wraz z przystankiem osobowym Częstochowa Aniołów oraz posterunkiem odgałęźnym Wyczerpy, przy którym rozpoczyna bieg linia kolejowa nr 146 do stacji Chorzew Siemkowice. Na linii nr 146 istnieje przystanek Rząsawa, który jest jednak położony w granicach gminy Rędziny.

## Architektura i urbanistyka
W zabudowie dzielnicy dominuje budownictwo niskie, z szeregiem zakładów i warsztatów rzemieślniczych. Na Wyczerpach istnieje jednak również osiedle bloków mieszkaniowych i szeregowców. Zabudowa Wyczerp oraz Aniołowa jest dość zwarta. Choć podział na oba osiedla funkcjonuje w świadomości mieszkańców, trudno byłoby wyznaczyć między nimi dokładną granicę. Natomiast położone w północnej części dzielnicy Rząsawa oraz Zagajnik to osiedla oddalone przestrzennie, zachowujące w znacznej mierze rolniczy charakter.
Do dzielnicy należy także ulica Drogowców. Znajdują się przy niej obiekty o charakterze handlowo-usługowym, między innymi centrum handlowe Aniołów Park (położone w miejscu dawnego hipermarketu Tesco), Hotel Scout, salony meblowe (Agata, Vox, Kler) .

## Religia
Na obszarze dzielnicy działają 3 parafie rzymskokatolickie: 
- Parafia Opatrzności Bożej na Kamieniu (erygowana w 1950 roku)[26],
- Parafia św. Jacka w Wyczerpach (erygowana w 1982 roku)[27],
- Parafia Najświętszej Maryi Panny z Góry Karmel w Rząsawie (erygowana w 1990 roku).